# Principe de réafférence de von Holst et Mittelstaedt
Le principe de réafférence de von Holst et Mittelstaedt est un principe énoncé à la suite des recherches d'Erich von Holst et Horst Mittelstaedt.
Ce principe conduit à mettre en œuvre celui de rétroaction dans le contrôle du mouvement volontaire.